# Wiedenhof (Bergisch Gladbach)

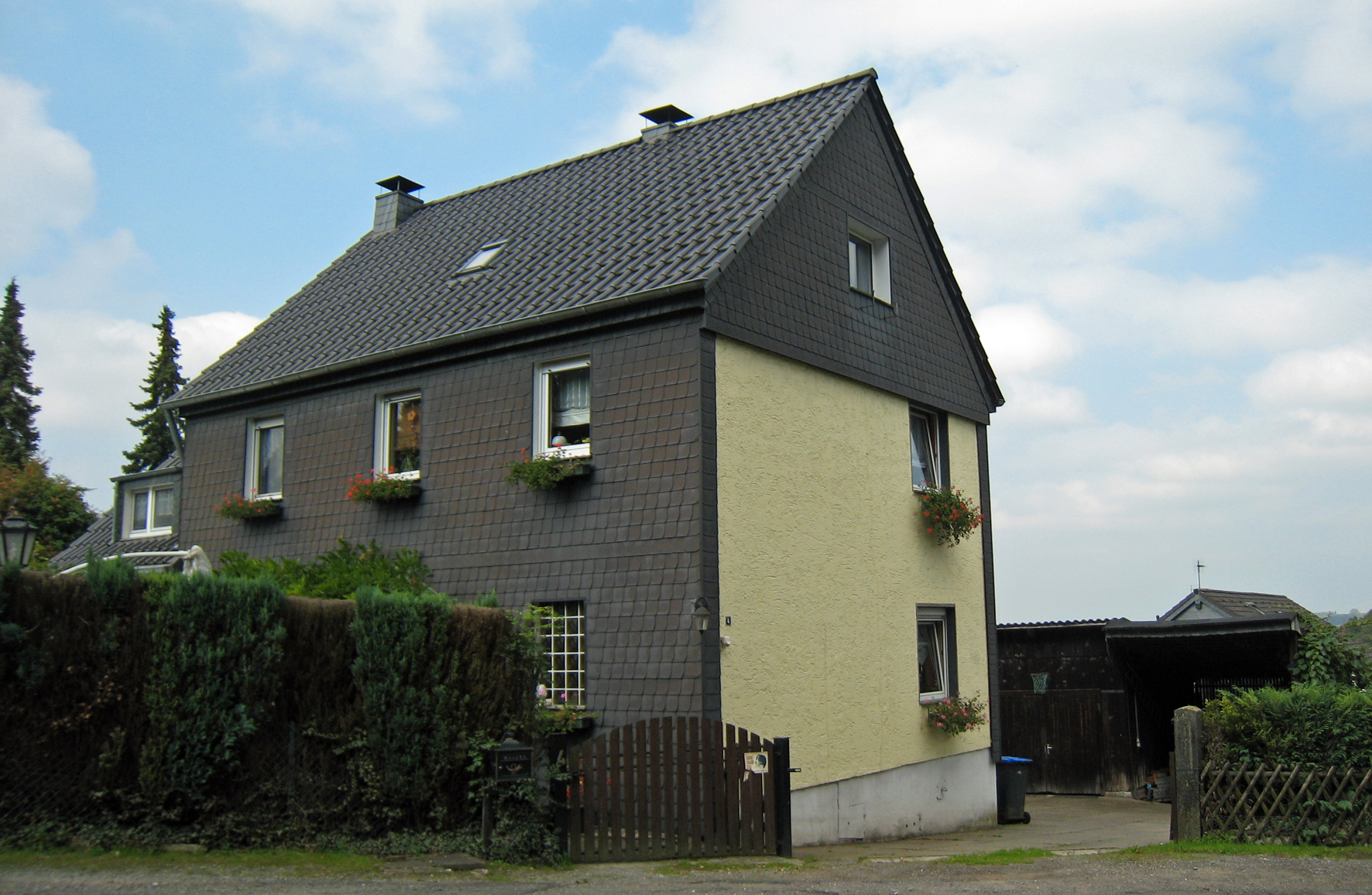
Altes Haus in Wiedenhof 2014

Wiedenhof ist ein Ortsteil im Stadtteil Herkenrath von Bergisch Gladbach.

## Geschichte
Die Ortschaft Im Wiedenhof ist nach dem ehemaligen Wiedenhof bzw. Widdenhof benannt, der in unmittelbarer Nähe der Herkenrather Kirche lag. Im Mittelalter diente er als Wohnsitz des Pfarrers. Die Herkenrather Kirchenbankordnung von 1630 legte eine Stuhlreihe für den Wedenhoff fest. Der Name Wiedenhof geht zurück auf das mittelhochdeutsche „widem/widem/widen“ (= Dotierung einer Kirche oder eines Klosters, besonders mit Grundstücken oder Gebäude, besonders der Pfarrhof). Damit handelte es sich um den Wohnsitz des Pfarrers bzw. den Hof, aus dem der Pfarrer sein Einkommen bezog.